# Tatort: Wo ist Max Gravert?
Wo ist Max Gravert? ist ein Fernsehfilm aus der Kriminalreihe Tatort der ARD und des ORF. Der Film wurde vom HR produziert und am 17. April 2005 im Programm Das Erste zum ersten Mal gesendet. Für die Frankfurter Ermittler Dellwo und Sänger ist es der sechste Fall, den sie gemeinsam zu lösen haben. In dieser 595. Tatort-Folge bekommen es die Dellwo und Sänger mit einem Fall von Rache und Selbstjustiz betrogener Versicherungsnehmer zu tun. Aufgrund ihrer tödlich verlaufenden Erkrankung fehlen ihnen Skrupel und Mitgefühl zu ihren gesunden Mitmenschen.

## Handlung
Eines Nachts wird Peter Roth von zwei vermummten Männern aufgesucht und bedroht. Er soll ihnen sagen, wo Max Gravert ist. Kurz darauf wird Roth auf offener Straße erschossen. Unzählige Zeugen werden befragt, was jedoch zunächst keinen konkreten Hinweis bringt.
Dellwo und Sänger erfahren, dass Roth kurz zuvor versucht hatte Polizeischutz zu bekommen und mit Wittich vom Wirtschaftsdezernat (Sängers alte Dienststelle) gesprochen hatte. Die Ermittler befragen Wittich und erfahren, dass Roth mit Versicherungsbetrug zu tun hatte. Dabei ging es um Geschäfte auf dem sogenannten Zweitmarkt für Lebensversicherungen. Todkranke Versicherungskunden wenden sich an eine Gesellschaft, die ihnen zwei Drittel der Lebensversicherung sofort ausbezahlt, wenn sie ihre Police an das Unternehmen überschreiben. Max Gravert hatte dabei die Gelder, die die Solitär GmbH auszahlen wollte, veruntreut und ist jetzt flüchtig. Unverständlich ist, warum er das Geld unterschlagen hat, wenn die Lebensversicherungen doch in jedem Fall nach dem Ableben eines Kunden gezahlt hätten und somit für Gravert das Geld verfügbar gewesen wäre.
Tom Novak wird zum Hauptverdächtigen, da Roth ihn in der Nacht des Überfalls erkannt hatte. Unklar ist wiederum, warum er ihn dann erst jetzt erschossen hat und nicht gleich in der Nacht des Überfalls. Dellwo hält es eher für möglich, dass jemand nicht wollte, dass Roth verraten könnte, wo sich Gravert aufhält und er deshalb getötet wurde.
Tom Novak erstürmt inzwischen mit dem gleichfalls todkranken Roman Mielcke das Büro von Karl Brockhorst, einem Bankier, von dem er weiß, dass er mit Gravert in Verbindung stand. Sie fordern Auskunft über dessen Aufenthaltsort, dabei schießt Mielcke auf einen Wachmann und nimmt dessen Waffe und die seines Kollegen an sich. Ehe die Polizei eintrifft, verlassen sie das Gebäude und fliehen. Da zu befürchten ist, dass die Täter alle Personen aufsuchen und bedrohen, die mit Gravert Kontakt haben könnten, sprechen Dellwo und Sänger mit Graverts Bruder, der in der Krebsforschung arbeitet und bieten ihm Polizeischutz an. Doch er lehnt ab. Sollten Mielcke und Novak, die schon einmal bei ihm waren, wieder auftauchen, wird er ihnen sagen was er weiß und sich nicht verstecken.
Dellwo spricht mit Julia Steiner, einer Betroffenen und Leiterin einer Selbsthilfegruppe gegen betrogene Versicherungsopfer der Solitär GmbH. Sie beeindruckt ihn mit ihrer Lebensfreude, wo sie doch weiß, bald sterben zu müssen. Sie hätte das Geld der Versicherung für ihre Therapie gebraucht und hofft, Dellwo könnte ihr helfen Gravert zu finden. Der hat sich jedoch ins Ausland abgesetzt und wird über Interpol gesucht.
Inzwischen stellt die Ballistik fest, dass die Kugel, die Peter Roth getötet hat, aus der gleichen Waffe stammt, wie die, mit der der Wachmann angeschossen wurde. Sänger gelingt es einen Arzt ausfindig zu machen, bei dem Tom Novak in Kürze einen Termin hat. Bei dem Versuch ihn dort zu stellen, schießt Novak unvermittelt auf Kriminalassistent Kruschke und wird daraufhin von Mitgliedern des SEK erschossen. Dellwo findet heraus, dass Julia Steiner mit Tom Novak Kontakt hatte. Er spricht sie darauf an und will wissen, inwieweit sie in der ganzen Sache mit drin stecke. Er erklärt ihr: auch wenn Gravert sie betrogen hätte, gäbe es ihnen noch lange nicht das Recht zur Selbstjustiz. Wie erwartet hat sie auch zu Mielcke Kontakt. Um an ihn heranzukommen, stellt Dellwo ihm über Julia eine Falle. Sänger hat herausgefunden, dass Max Gravert auf dem Weg nach Frankfurt ist. Dellwo geht davon aus, dass Julia ihm das verraten wird. Doch ehe er mit Sänger Rücksprache nehmen kann, geht sie allein auf Graverts Bruder Ulf zu und erklärt ihm unumwunden, dass sie davon überzeugt ist, dass sein Bruder die 50 Millionen Euro veruntreut hat, um ihm seine Forschungen weiter finanzieren zu können. Ulf Gravert will sich gerade rechtfertigen, als Mielcke zur Tür hereinkommt und ihn mit Waffengewalt zwingt, ihn zu seinem Bruder zu bringen.
Mielcke trifft Max Gravert in einem Maisfeld und droht ihn auf der Stelle zu erschießen. Gravert versucht Mielcke die Zusammenhänge zu erläutern, dass er das Geld für die Forschung für ein Krebsmedikament brauchte und nicht für sich selbst. Er erklärt, es täte ihm sehr leid. Daraufhin zieht sich Roman Mielcke in das Feld zurück und erschießt sich.
Anhand der Auswertung der Zeugenbefragung kann Mielcke später als der Mann identifiziert werden, der auch Peter Roth erschossen hatte.

## Hintergrund
Der Film wurde vom HR unter dem Arbeitstitel Auf Leben und Tod in Frankfurt am Main gedreht. Kamera und Schnitt des Films sind für den Deutschen Fernsehpreis nominiert worden.  Beim Deutschen Fernseh-Krimi-Festival 2006 gewann der Film den Publikumspreis.

## Rezeption

### Einschaltquoten
Die Erstausstrahlung von Wo ist Max Gravert? wurde am 17. April 2005 in Deutschland von insgesamt 8,62 Millionen Zuschauern gesehen und erreichte einen Marktanteil von 23,70 Prozent für Das Erste.

### Kritik
Bei Moviesection.de vergibt Stefanie Rufle alle fünf möglichen Sterne und meint, die brisante Geschichte ist „klug […][und] glaubwürdig[] […] konstruiert. […] In ihrem sechsten gemeinsamen Fall kommen die Ermittler an ihre persönlichen Grenzen, was diesem ‚Tatort‘ eine ganz besondere Note verleiht. […] Jürgen Vogel legt als verzweifelter Roman eine beachtliche Leistung vor – ihm nimmt man in jeder Sekunde ab, dass er zu allem entschlossen ist. Diese ‚Tatort‘-Folge ist ganz einfach eine runde Sache und fesselt bis zum Schluss.“
Die Kritiker der Fernsehzeitschrift TV Spielfilm meinen, der „tragische Krimi“ geht an die Nieren und bietet eine „aufwühlende Story, super Darsteller“ und sei daher ein „Highlight!“